# Linnainmaa
Linnainmaa est un quartier de Tampere en Finlande.

## Description
Le quartier est situé à 6 km à l'est du centre-ville de Tampere.
Le parc immobilier de Linnainmaa se compose principalement de maisons unifamiliales construites dans les années 1950 et 1960, ainsi que de maisons individuelles plus récentes et d'immeubles résidentiels.

## Transport
Linnainmaa est desservie par les lignes de bus 6, 7, 17, 18, 28, 29, 37, 38 et 90 des Transports urbains de Tampere.
La voie périphérique de Tampere borde Linnainmaa à l'ouest et la route nationale 12 au nord.

## Galerie

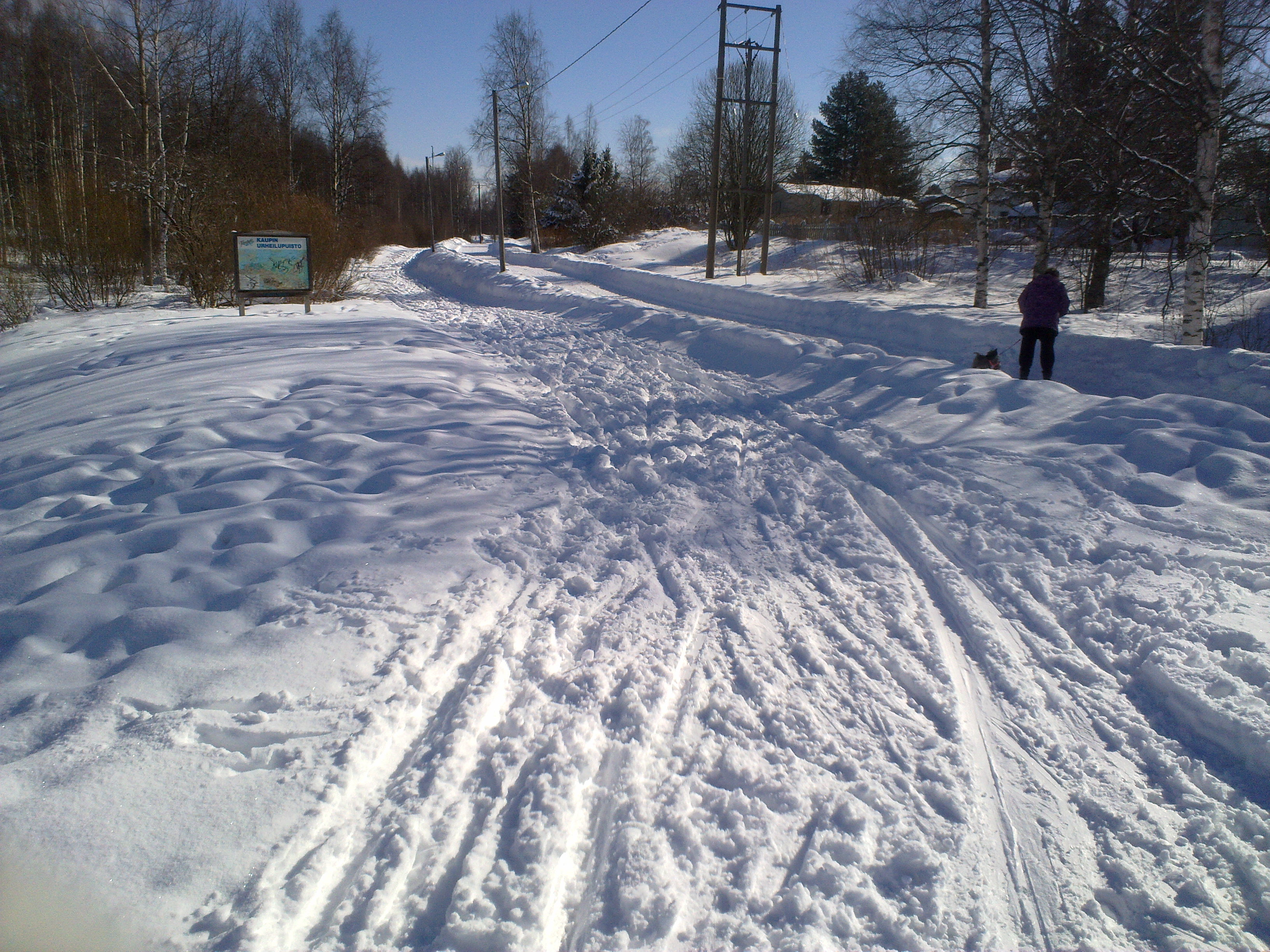
Linnainmaa en mars 2011.
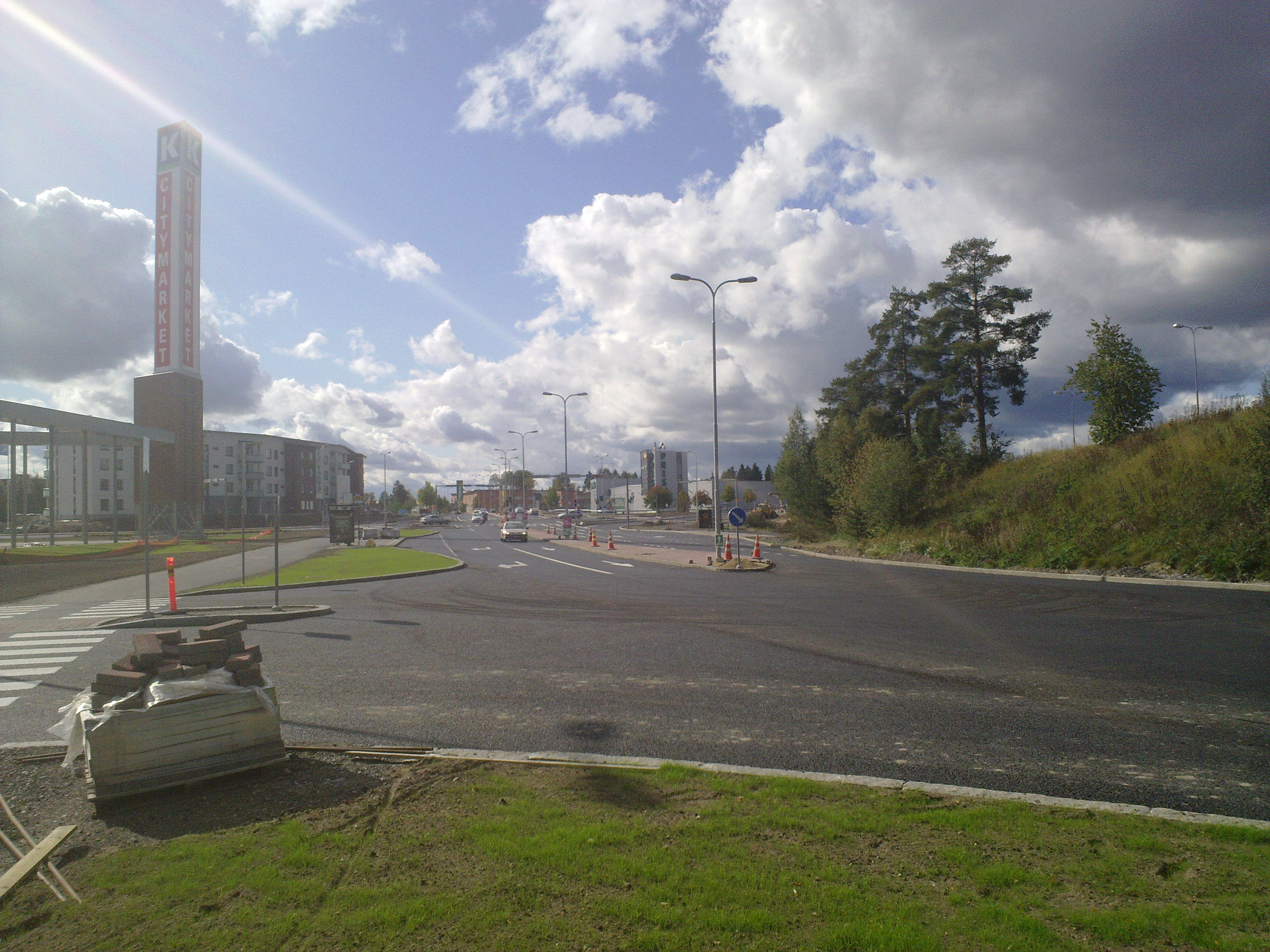
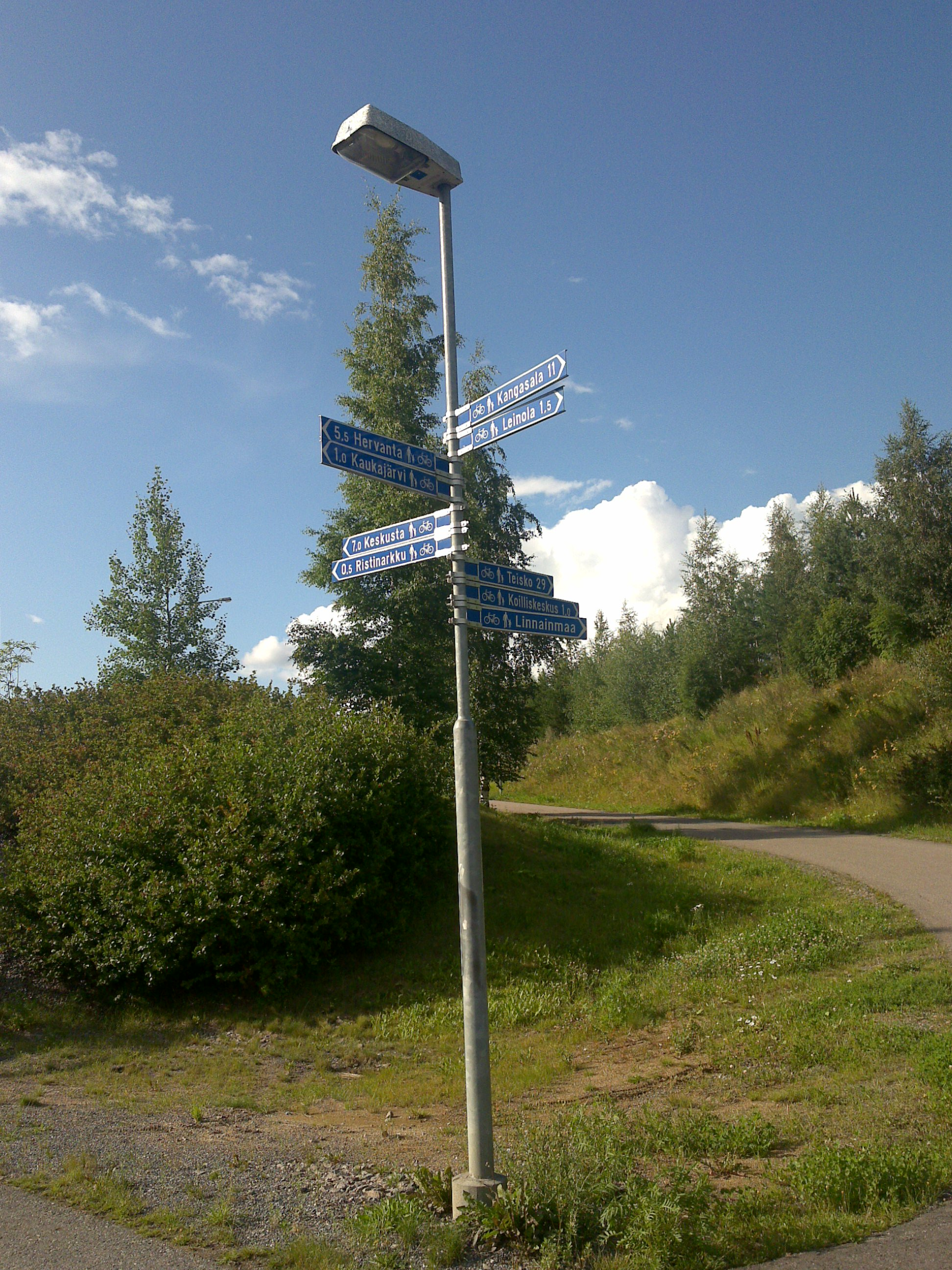